# Samsung Experience
Chronologie des versions
TouchWiz One UI
Samsung Experience est une surcouche logicielle Android conçue par Samsung Electronics pour ses appareils Samsung Galaxy . Elle est introduite en 2016 en version bêta basée sur Android Nougat pour le Galaxy S7, et succède à TouchWiz. Elle est remplacée par One UI basé sur Android Pie en 2018.

## Fonctionnalités

### Écran d'accueil
Samsung Experience apporte plusieurs modifications à l'écran d'accueil par défaut d'Android. L'icône des applications se trouve en bas à droite de l'écran, et non au milieu. Un widget météo fourni par The Weather Channel ou AccuWeather est disponible. Les utilisateurs peuvent aussi modifier la disposition de la grille des applications.

### Always-on display
Always-on display permet d'afficher à l'écran l'heure, le calendrier ou une image sélectionnée lorsque le smartphone est en veille.

### Gestionnaire de fichiers
Samsung Experience inclut un gestionnaire de fichiers sur smartphone, contrairement à la version non modifiée d'Android.

### Game Launcher
Tous les jeux téléchargés peuvent être automatiquement rassemblés dans un même dossier, le Game Launcher. Il permet d'optimiser la fréquence d'images et la résolution des jeux, et met à dispositions plusieurs outils, pour enregistrer l'écran ou vérifier la température du smartphone. Il peut désactiver les notifications, désactiver les touches capacitives, minimiser le jeu, faire une capture d'écran ou enregistrer le gameplay.

### Bixby
Bixby est un assistant virtuel lancé avec le Galaxy S8. Il remplace S Voice sur les téléphones Samsung et comprend trois parties : Bixby Voice, Bixby Vision et Bixby Home .